# Курпале
Курпале (фр. Courpalay) је насељено место у Француској у региону Париски регион, у департману Сена и Марна.
По подацима из 2011. године у општини је живело 1413 становника, а густина насељености је износила 97,11 становника/km².

## Демографија
| 1962. | 1968. | 1975. | 1982. | 1990. | 2011. |
| ----- | ----- | ----- | ----- | ----- | ----- |
| 716   | 723   | 637   | 655   | 1.135 | 1.413 |